# Verband Deutscher Betoningenieure
Der Verband Deutscher Betoningenieure e.V. (VDB) hat es sich zur Aufgabe gemacht, den persönlichen Gedankenaustausch der Betoningenieure zu fördern, über den neuesten Stand der Technologie des Betons und anverwandter Baustoffe zu informieren sowie die Zusammenarbeit mit anderen Organisationen zu pflegen, deren Arbeitsgebiete die Interessen des VDB berühren. Der Erfahrungsaustausch innerhalb des VDB wird in Gesprächen von Mitglied zu Mitglied, in Arbeitstagungen der 14 VDB-Regionalgruppen und in überregionalen Veranstaltungen des bundesweit tätigen Gesamtverbandes gepflegt. Spezielle Fachfragen werden in Arbeitskreisen diskutiert.
Der VDB ist Herausgeber der VDB-Information, die etwa viermal jährlich erscheint. Sie informiert die Mitglieder über die Arbeitsergebnisse der Verbandsgremien, aber auch über wichtige betontechnologische Entwicklungen und Erkenntnisse. In regelmäßigen Abständen erscheine VDB-Reports, welche die Ergebnisse der VDB-Arbeitskreise zusammenfassen bzw. die Vorträge der Fachtagungen wiedergeben.
Dem 1974 gegründeten VDB gehören rund 1800 Mitglieder an.